# Pistolet automatique modèle 1935A
A Pistolet automatique modèle 1935A (pistola automática modelo 1935A), também conhecida como Modèle 1935A, Modelo francês 1935A ou M1935A) é uma pistola semiautomática projetada por Charles Petter, utilizando o cartucho 7.65×20mm Longue. Foi desenvolvida para competir nos testes militares franceses de 1935 a 1937, conduzidos pela Commission d’Experiences Techniques de Versailles, para selecionar uma nova arma curta.

## Descrição

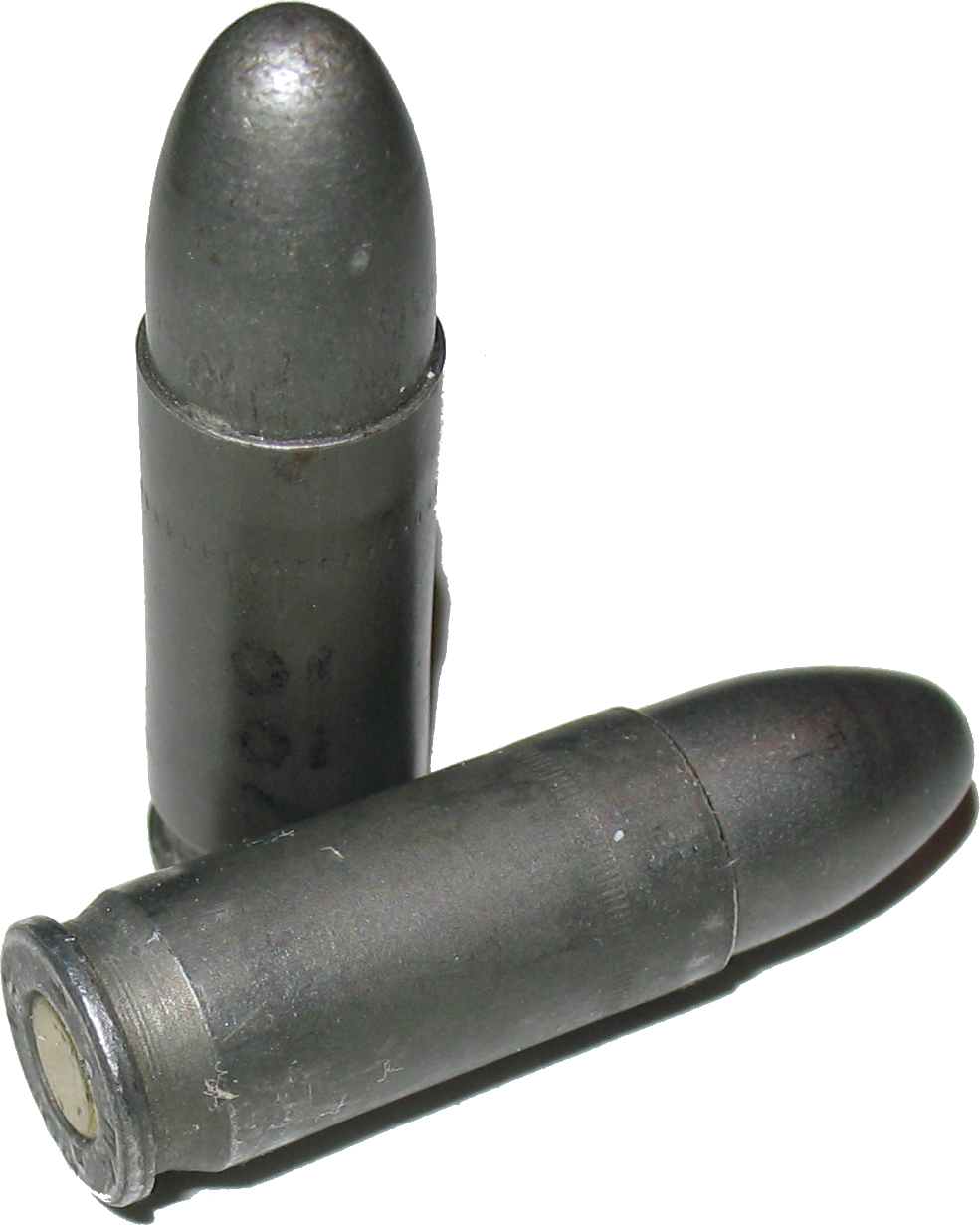
Cartuchos 7,65×20mm Longue

A Pistolet automatique modèle 1935A foi desenvolvida pelo suíço Charles Petter, ex-capitão da Legião Estrangeira Francesa e engenheiro da empresa francesa Société Alsacienne de Constructions Mécaniques (SACM). Petter projetou uma pistola que tinha alguns dos mesmos elementos de projeto da pistola M1911 de John Browning, como a corrediça ranhurada e o cano que se interligavam e recuavam juntos até que um elo giratório abaixasse o cano, destravando assim a montagem e maior movimento para trás do cano e deslizassem juntos, que após atingir o ponto de maior movimento seriam devolvidos à bateria. Ao longo do caminho, o ferrolho retiraria um cartucho do carregador e o empurraria para dentro da câmara logo antes do elo inferior do cano, forçando o cano a engatar no ferrolho, travando a ação. Petter eliminou a bucha do cano e usou uma guia de mola completa que teve o efeito de remover um dos elementos de imprecisão do projeto da M1911 e aumentar a confiabilidade funcional. O projeto de Petter foi projetado para o cartucho 7,65×20mm Longue.
A pistola venceu a competição de 1935-1937 para produzir a nova arma curta militar francesa; uma pistola diferente na competição foi a Pistolet automatique modèle 1935S, de nome semelhante. A produção inicial da 1935A começou em 1937, e a pistola começou a ser entregue ao exército francês no final de 1939, com um total de cerca de 10.700 pistolas produzidas antes que as forças alemãs ocupassem a fábrica da SACM no verão de 1940. Os alemães continuaram a produção da 1935A, agora designada "Pistole 625 (f)", com cerca de 23.850 pistolas fabricadas para as forças alemãs. Após o fim da ocupação alemã da França em 1944, a SACM retomou a produção do 1935A para os militares franceses, fabricando mais 50.400 pistolas. No total, cerca de 84.950 pistolas 1935A foram produzidas entre outubro de 1937 e fevereiro de 1950.
Uma característica única do sistema era um sistema integrado de controle de fogo. O conjunto de gatilho, cão e mola principal estavam contidos em uma unidade. O projeto de Petter impressionou a empresa suíça Schweizerische Industrie Gesellschaft (agora conhecida como SIG Group); em 1937, adquiriram licença da SACM para produzir sua pistola modelo 47/8, que se tornou a SIG P210.

## Usuários
- França: Também usado por Protetorados franceses
- Alemanha: Mle 1935A designada como Pistole 625(f)
- Viet Cong: Mle 1935A[5]